# ديف همينغواي
ديف همينغواي (بالإنجليزية: Dave Hemingway)‏ هو مغني وكاتب أغاني بريطاني، ولد في 20 سبتمبر 1960 في كينغستون أبون هال في المملكة المتحدة.

## وصلات خارجية
- ديف همينغواي على موقع ميوزك برينز (الإنجليزية)
- ديف همينغواي على موقع ديسكوغز (الإنجليزية)